# Hurlford Football Club
Hurlford Football Club var en skotsk fodboldklub i Hurlford, Ayrshire, Skotland, som eksisterede i perioden 1875-1923.
Klubben deltog i Scottish Cup i perioden 1877-1923, og det bedste resultat blev opnået i sæsonen 1886-87, hvor den nåede kvartfinalerne.
Ligadeltagelser:
- 1891-92: Scottish Federation
- 1892-93: Ayrshire League
- 1893-97: Ayrshire Combination
- 1904-05: Ayrshire & Renfrewshire League
- 1906-11: Scottish Combination
- 1912-15: Scottish Union
- 1919-23: Western League